# 카노 모델
카노 모델은 카노 노리아키(狩野紀昭)에 의해 1980년대에 연구된 제품 개발을 논하는 상품기획이론이다. 어떤 상품을 기획할 때 각각의 구성요소에 대해 소비자가 기대하는 것의 충족, 불충족이라는 객관적 관계와 소비자의 만족, 불만족이라는 주관적 관계 사이의 상호관계를 통해 5가지 품질요소로 구분하여 설명한다. 카노 노리아키는 일본 도쿄 리카대학의 교수이다.

## 배경
소비자들은 제품의 여러 가지 세세한 부분에 대해서 불만을 가지고 있음에도 불구하고 어느 정도 충분한 경우에는 그것을 당연하다고 느끼고 다시 새로운 것에 대한 만족감을 느끼지 못하는 '한계효용의 법칙'을 따른다. 이런 상황을 설명하기 위해 카노는 상품의 품질에 대한 이원적인 인식방법의 모델을 제시하게 되었다. 만족하는 것 또는 불만족하는 것이라는 주관적 측면과 함께 물리적 충족 혹은 불충족이라는 객관적 측면을 함께 고려하여 모델로 만들었다. 이러한 모델은 다음의 품질을 느끼는 주요 세 가지 요소로 구분될 수 있다.
1. 매력적 품질요소(Attractive Quality Element): 충족되는 경우 만족을 주지만 충족이 안 되더라도 크게 불만없는 품질요소를 말한다. 고객이 미처 기대하지 못했던 것 혹은 기대를 초과하는 만족을 주는 품질요소가 될 수 있다. 이는 단순한 만족에서 고객감동(Customer Delight)의 수준을 달성할 수 있게 한다. 한편 이러한 요소의 존재는 고객들은 모르거나 기대하지 않았기 때문에, 충족이 되지 않더라도 불만을 느끼지 않는다.
2. 일차원적 품질요소(One-Dimensional Quality Element): 충족이 되면 만족하고 충족되지 않으면 고객들의 불만을 일으키는 품질요소이다. 가장 일반적인 품질인식요소이다.
3. 당위적 품질요소(Must-Be Quality Element): 반드시 있어야만 만족하는 품질요소이다.
4. 무차별 품질요소(Indifferent Quality Element): 만족하는 것과 만족하지 못하는 것 사이에 품질의 차이가 느껴지지 않는 요소이다.
5. 역 품질요소(Reverse Quality Element): 충족되면 불만족을 일으키고 충족되지 못하면 만족되는 거꾸된 요소이다.

## 소비자의 목소리
카노 모델은 각종 소비자 조사 방법과 연구를 통해 얻어진 '소비자의 목소리'(Voice of Consumer)를 분석하는 틀로 이용된다. 소비자가 직접적으로 혹은 간접적으로 말하는 내용과 이를 바탕으로 얻어진 배경적, 환경적 이해를 분석하여 소비자가 원하는 것을 알아낼 수 있다.

## 품질 기능 전개와 카노 모델
품질기능전개(QFD,Quality function deployment)는 카노모델을 이용한 분석을 통해 QFD 매트릭스를 만들 수 있다. 여러 가지 카노모델에서 분석된 요소들을 복합하여 만들어진 상품의 기획은 소비자가 어떤 상품에 대한 가치 판단을 할 때 그 판단의 성격을 바꾸어 놓을 수 있다.

## 같이 보기

### 논문
- Kano, Noriaki et al. 1984. "Attractive Quality and Must-be Quality" Hinshitsu, Vol. 14, No. 2. JUSE.
- Kano, Noriaki, 1984, "Attractive quality and must-be quality" The Journal of the Japanese Society for Quality Control, April, pp. 39-48.

### 서적
- 끌리는 상품은 기획부터 다르다,최창일 저, 더난출판사, ISBN-13 : 9788984053663.
- QCサークルのための課題達成型QCストーリー , 카노 노리아키, 1999, ISBN-13: 9784817104786 .